# Lista judecătorilor șefi ai Curții Supreme de Justiție a Statelor Unite ale Americii
Curtea Supremă a Statelor Unite ale Americii (engleză The Supreme Court of Justice of the United States, cunoscută și sub acronimul de SCOTUS) este instanța supremă a puterii judecătorești a Statelor Unite ale Americii (curte federală care ia decizii fără apel). 
SCOTUS este totodată una din cele trei ramuri ale guvernului federal american, tribunal de ultim resort și unica curte de justiție instituită prin Constituție (curțile inferioare sunt constituite și instituite doar de puterea legislativă). 
Aria jurisdicțională a celei mai înalte curți federale este limitată la chestiunile constituționale în apel, sau alte câteva subiecte de drept care implică legislația federală sau cea a statelor ale federației și străini (care pot fi state sau persoane) în primă instanță (care prin statut, este însă și ultima). 
În cea mai mare parte a timpului munca SCOTUS se reduce la validarea sau invalidarea constituționalității legilor deja adoptate dar contestate în chestiunea constituționalității lor. Curtea Supremă este deci interpretul permanent al Constituției americane, despre care guvenatorul statului  New York, Charles Evans Hughes, spunea în 1908: "Constituția Statelor Unite este ceea ce Curtea Supremă spune că este", iar președintele Thomas Jefferson spunea, la începutul secolului al 19-lea, că în Statele Unite "Constituția e un obiect de ceară modelată de mâna puterii judecătorești."

## Lista șefilor Curții Supreme de Justiție a Statelor Unite ale Americii
În ordine strict cronologică a mandatelor lor, acești 17 magistrați au fost:
| Număr | Șef al Curții Supreme      | Durata mandatului                          | Desemnat de președintele  |
| ----- | -------------------------- | ------------------------------------------ | ------------------------- |
| 1     | John Jay                   | 19 octombrie, 1789 – 29 iunie, 1795        | George Washington         |
| 2     | John Rutledge * §          | 12 august, 1795 – 15 decembrie, 1795       | George Washington         |
|       | William Cushing ** §§      | 3 februarie, 1796 – 5 februarie, 1796      | George Washington         |
| 3     | Oliver Ellsworth           | 8 martie, 1796 – 15 decembrie, 1800        | George Washington         |
| 4     | John Marshall              | 4 februarie, 1801 – 6 iulie, 1835 †        | John Adams (F)            |
| 5     | Roger Brooke Taney         | 28 martie, 1836 – 12 octombrie, 1864 †     | Andrew Jackson (D)        |
| 6     | Salmon Portland Chase      | 15 decembrie, 1864 – 7 mai, 1873 †         | Abraham Lincoln (R)       |
| 7     | Morrison Remick Waite      | 4 martie, 1874 – 23 martie, 1888 †         | Ulysses S. Grant (R)      |
| 8     | Melville Weston Fuller     | 8 octombrie, 1888 – 4 iulie, 1910 †        | Grover Cleveland (D)      |
| 9     | Edward Douglass White **   | 19 decembrie, 1910 – 19 mai, 1921 †        | William Howard Taft (R)   |
| 10    | William Howard Taft ***    | 11 iulie, 1921 – 3 februarie, 1930         | Warren G. Harding (R)     |
| 11    | Charles Evans Hughes §     | 24 februarie, 1930 – 30 iunie, 1941        | Herbert Hoover (R)        |
| 12    | Harlan Fiske Stone **      | 3 iulie, 1941 – 22 aprilie, 1946 †         | Franklin D. Roosevelt (D) |
| 13    | Frederick Moore Vinson     | 24 iunie, 1946 – 9 septembrie, 1953 †      | Harry S. Truman (D)       |
| 14    | Earl Warren                | 5 octombrie, 1953 – 23 iunie, 1969         | Dwight D. Eisenhower (R)  |
| 15    | Warren Earl Burger         | 23 iunie, 1969 – 26 septembrie, 1986       | Richard Nixon (R)         |
| 16    | William Hubbs Rehnquist ** | 26 septembrie, 1986 – 3 septembrie, 2005 † | Ronald Reagan (R)         |
| 17    | John Glover Roberts, Jr.   | 29 septembrie, 2005 – prezent              | George W. Bush (R)        |

- D - desemnează în acest context apartenența politică la Partidul Democrat, SUA
- F - desemnează în acest context apartenența politică la Partidul Federalist, SUA
- R - desemnează în acest context apartenența politică la Partidul Republican, SUA

- Numit în timpul inactivității Curții, neaprobat de Senat ulterior
** Au fost propuși dintre judecătorii asociați Curții
 *** A fost, de asemenea, și președinte al Statelor Unite
 § A fost anterior judecător asociat Curții
 §§ Istoricii nu sunt de acord dacă și-a dat demisia sau dacă a refuzat oferta de a sluji ca Șef al Curții ()
† Decedat în timpul mandatului